# Semecarpus cuneiformis
Semecarpus cuneiformis là một loài thực vật có hoa trong họ Đào lộn hột. Loài này được Blanco miêu tả khoa học đầu tiên năm 1837.

## Hình ảnh

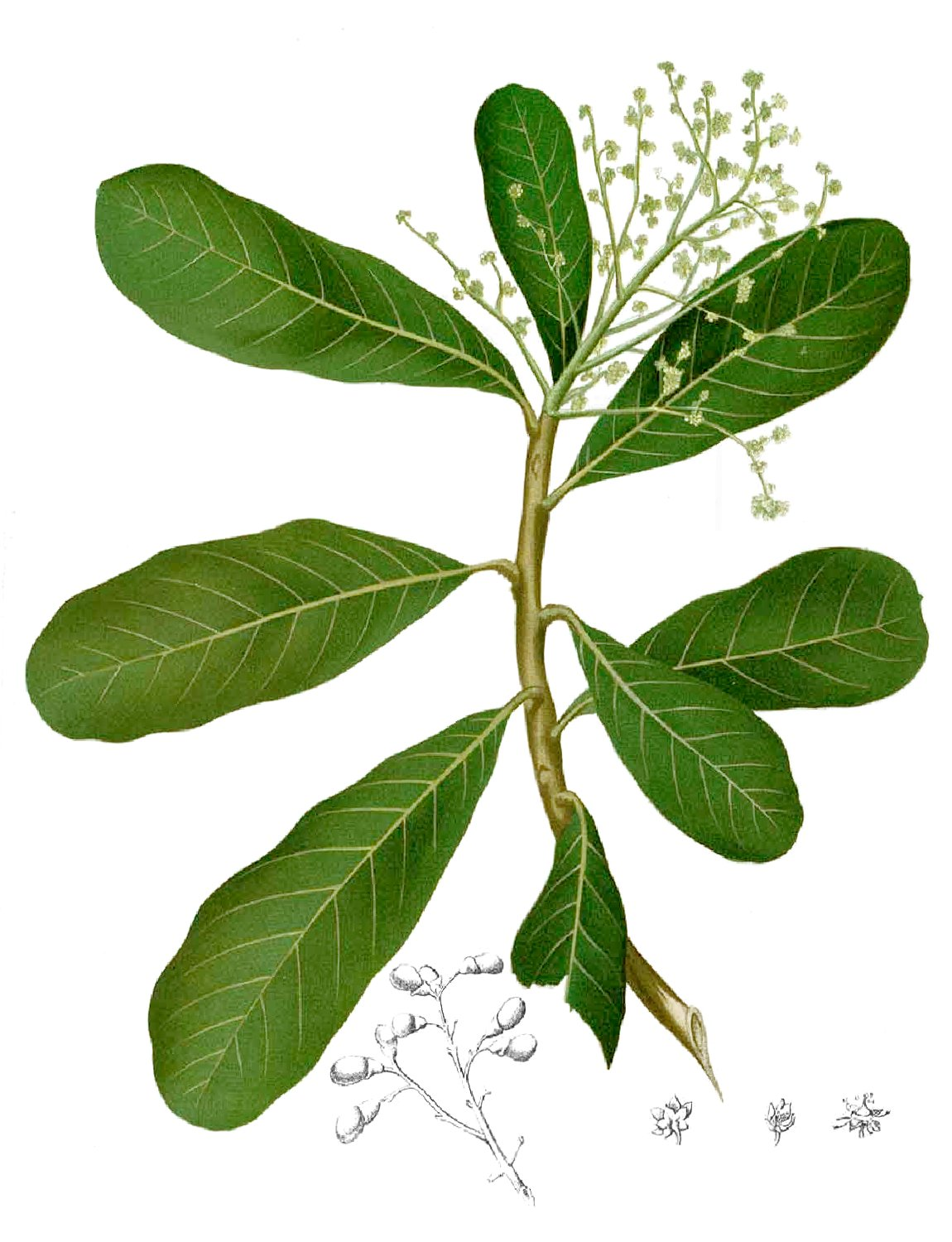
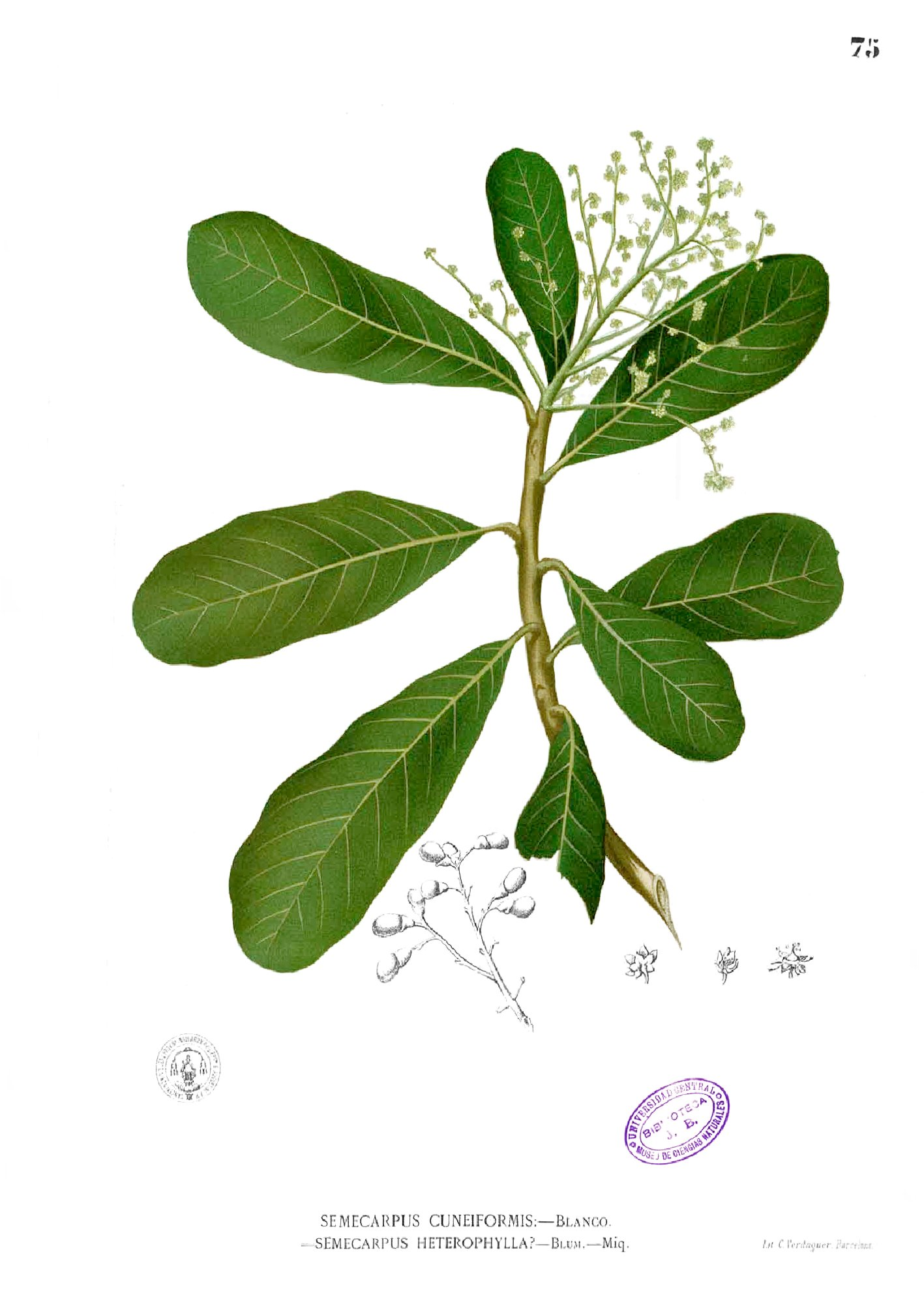
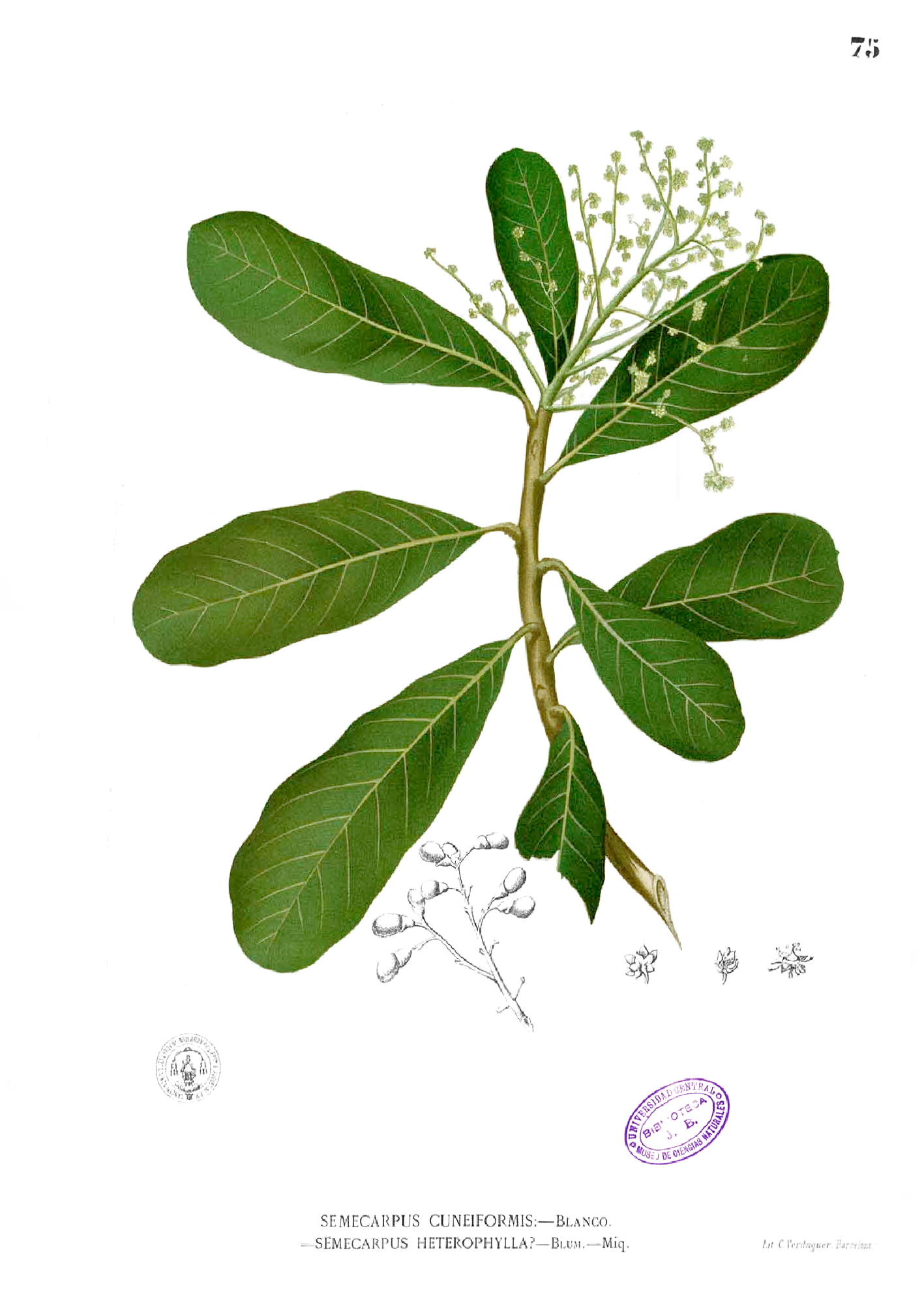